# Le mort ne reçoit plus
Pour plus de détails, voir Fiche technique et Distribution.
Le mort ne reçoit plus est un film français réalisé par Jean Tarride et sorti en 1944.

## Synopsis
Jérôme Armandy, mourant demande à recevoir tous ses héritiers dans sa propriété, le château de l'Etang, en Provence. Son majordome, Firmin, demande à Claude, un artiste de Montmartre, d'organiser la réunion de famille et de trouver les 17 millions de francs cachés dans le château afin de les diviser en parts égales pour les héritiers de Jérôme. Cependant, plusieurs événements mystérieux entravent cette recherche : Claude est assommé par un inconnu, l'un des invités est tué et Jérôme, mort, réapparaît et demande à récupérer son argent.

## Fiche technique
- Titre : Le mort ne reçoit plus
- Réalisation : Jean Tarride
- Scénario : René Jolivet
- Dialogues : Roger Vitrac
- Production : Jacques Sicre
- Musique : André Theurer
- Photographie : Fred Langenfeld
- Montage : Henri Taverna
- Décors : Georges Wakhévitch
- Photographe de plateau : Léo Mirkine
- Société de production : Société Cinématographique Méditerranéenne de Production (CIMEP)
- Lieux de tournage : Studios de Saint-Laurent-du-Var[1]
- Pays :  France
- Format :  Noir et blanc - 1,37:1 - 35 mm  - Son mono
- Genre : Policier
- Durée : 100 minutes
- Date de sortie : 
  - France : 7 juillet 1944
- Affiche : Pierre Segogne (France)

## Distribution
- Jules Berry : Jérôme Armandy, le défunt
- Jacqueline Gauthier : Jeanne Dumont
- Gérard Landry : Claude Desbordes
- Raymond Aimos : Raymond le Raccourci
- Jacques Louvigny : Firmin
- Thérèse Dorny : Mademoiselle Verdelier
- Roger Caccia : Auguste Vidal
- Marcel Dieudonné : Ernest Marchal
- Simone Paris : Mme Armandy
- Simone Signoret : la maitresse de Firmin
- Georges Lannes : le procureur
- Janine Merrey : Mme Bonnemain
- Félix Oudart : Alexandre